# 1936년 하계 올림픽 축구
축구는 독일국 베를린에서 열린 1936년 하계 올림픽의 세부 종목 중 하나로, 이탈리아가 이 대회 우승을 거두었다. 1930년에 처음으로 월드컵이 열린 이래(월드컵 실시의 여파로 1932년 하계 올림픽에서는 축구가 제외되었었다) 처음으로 실시된 올림픽 축구로, 참가국은 이 대회를 기점으로 아마추어 선수들이나 (국가 협회가 후원하는 방식으로 규제를 피해가기도 했다)국가 지원을 받은 프로 선수들만이 참가할 수 있도록 규정이 신설되었다. 그러나, 아마추어 선수들은 성인 국가대표팀과 연계되었기 때문에, 1992년 대회까지는 성인 국가대표팀 기록으로 산정되었다.

## 경기장
| 올림피아슈타디온   | 게준트브루넨      |
| 수용 인원: 100,000 | 수용 인원: 35,239 |
|                    |                   |
| 베를린             | 베를린            |
| 포슈트슈타디온     | 몸젠슈타디온      |
| 수용 인원: 45,000  | 수용 인원: 15,005 |
|                    |                   |

## 메달리스트
| 금 | 은 | 동 |
| 이탈리아 (ITA) 브루노 벤투리니 · 알프레도 포니 · 피에트로 라바 · 주세페 발도 · 아르킬레 피치니 · 우고 로카텔리 · 안니발레 프로시 · 리베로 마르키니 · 루이지 스카라벨로 · 카를로 비아지 · 줄리오 카펠리 · 세르조 베르토니 · 알폰소 네그로 · 프란체스코 가브리오티 | 오스트리아 (AUT) 프란츠 푸흐스베어거 · 막스 호프마이스터 · 에두아트 카인베어거 · 칼 카인베어거 · 마틴 카글 · 요제프 키츠뮐러 · 안톤 크렌 · 에언스트 퀸츠 · 아돌프 라우돈 · 프란츠 만들 · 클레멘트 슈타인메츠 · 칼 발뮐러 · 발터 베어긴츠 | 노르웨이 (NOR) 헨리 요한센 · 프레드리크 혼 · 닐스 에릭센 · 프리툐프 울레베리 · 예르겐 유베 · 롤프 홈베리 · 스베레 한센 · 마그나르 이삭센 · 알프 마르틴센 · 레이다르 밤멘 · 아르네 브루스타드 · 외이빈 홈센 · 오드 프란첸 · 마그달론 몬센 |

## 대진표
|  | 16강전                   | 16강전                   |                             |        | 8강전      | 8강전      |                             |                             | 준결승전 | 준결승전 |  |  | 결승전 | 결승전 |
|  |                          |                          |                             |        |            |            |                             |                             |          |          |  |  |        |        |
|  | 8월 3일 – 포슈트슈타디온 |                          |                             |        |            |            |                             |                             |          |          |  |  |        |        |
|  |                          |                          |                             |        |            |            |                             |                             |          |          |  |  |        |        |
|  | 이탈리아                 | 1                        |                             |        |            |            |                             |                             |          |          |  |  |        |        |
|  | 이탈리아                 | 1                        | 8월 7일 – 몸젠슈타디온      |        |            |            |                             |                             |          |          |  |  |        |        |
|  | 미국                     | 0                        |                             |        |            |            |                             |                             |          |          |  |  |        |        |
|  | 미국                     | 0                        | 이탈리아                    | 8      |            |            |                             |                             |          |          |  |  |        |        |
|  | 8월 4일 – 게준트브루넨   |                          | 이탈리아                    | 8      |            |            |                             |                             |          |          |  |  |        |        |
|  |                          | 일본                     | 0                           |        |            |            |                             |                             |          |          |  |  |        |        |
|  | 일본                     | 일본                     | 0                           | 3      |            |            |                             |                             |          |          |  |  |        |        |
|  | 일본                     |                          | 8월 10일 – 올림피아슈타디온 | 3      |            |            |                             |                             |          |          |  |  |        |        |
|  | 스웨덴                   | 2                        |                             |        |            |            |                             |                             |          |          |  |  |        |        |
|  | 스웨덴                   | 2                        | 이탈리아 (연)               | 2      |            |            |                             |                             |          |          |  |  |        |        |
|  | 8월 3일 – 몸젠슈타디온   |                          | 이탈리아 (연)               | 2      |            |            |                             |                             |          |          |  |  |        |        |
|  |                          | 노르웨이                 | 1                           |        |            |            |                             |                             |          |          |  |  |        |        |
|  | 노르웨이                 | 노르웨이                 | 1                           | 4      |            |            |                             |                             |          |          |  |  |        |        |
|  | 노르웨이                 | 8월 7일 – 포슈트슈타디온 |                             | 4      |            |            |                             |                             |          |          |  |  |        |        |
|  | 튀르키예                 | 0                        |                             |        |            |            |                             |                             |          |          |  |  |        |        |
|  | 튀르키예                 | 0                        | 노르웨이                    | 2      |            |            |                             |                             |          |          |  |  |        |        |
|  | 8월 4일 – 포슈트슈타디온 |                          | 노르웨이                    | 2      |            |            |                             |                             |          |          |  |  |        |        |
|  |                          | 독일                     | 0                           |        |            |            |                             |                             |          |          |  |  |        |        |
|  | 독일                     | 독일                     | 0                           | 9      |            |            |                             |                             |          |          |  |  |        |        |
|  | 독일                     |                          | 8월 15일 – 올림피아슈타디온 | 9      |            |            |                             |                             |          |          |  |  |        |        |
|  | 룩셈부르크               | 0                        |                             |        |            |            |                             |                             |          |          |  |  |        |        |
|  | 룩셈부르크               | 0                        | 이탈리아 (연)               | 2      |            |            |                             |                             |          |          |  |  |        |        |
|  | 8월 5일 – 몸젠슈타디온   |                          | 이탈리아 (연)               | 2      |            |            |                             |                             |          |          |  |  |        |        |
|  |                          | 오스트리아               | 1                           |        |            |            |                             |                             |          |          |  |  |        |        |
|  | 오스트리아               | 오스트리아               | 1                           | 3      |            |            |                             |                             |          |          |  |  |        |        |
|  | 오스트리아               | 8월 8일 – 게준트브루넨   |                             | 3      |            |            |                             |                             |          |          |  |  |        |        |
|  | 이집트                   | 1                        |                             |        |            |            |                             |                             |          |          |  |  |        |        |
|  | 이집트                   | 1                        | 오스트리아                  | 부전숭 |            |            |                             |                             |          |          |  |  |        |        |
|  | 8월 6일 – 게준트브루넨   |                          | 오스트리아                  | 부전숭 |            |            |                             |                             |          |          |  |  |        |        |
|  |                          | 페루                     |                             |        |            |            |                             |                             |          |          |  |  |        |        |
|  | 페루                     | 7                        |                             |        |            |            |                             |                             |          |          |  |  |        |        |
|  | 페루                     | 7                        | 8월 11일 – 올림피아슈타디온 |        |            |            |                             |                             |          |          |  |  |        |        |
|  | 핀란드                   | 3                        |                             |        |            |            |                             |                             |          |          |  |  |        |        |
|  | 핀란드                   | 3                        | 오스트리아                  | 3      |            |            |                             |                             |          |          |  |  |        |        |
|  | 8월 5일 – 포슈트슈타디온 |                          | 오스트리아                  | 3      |            |            |                             |                             |          |          |  |  |        |        |
|  |                          | 폴란드                   | 1                           |        | 3위 결정전 | 3위 결정전 |                             |                             |          |          |  |  |        |        |
|  | 폴란드                   | 폴란드                   | 1                           | 3      | 3위 결정전 | 3위 결정전 |                             |                             |          |          |  |  |        |        |
|  | 폴란드                   | 8월 8일 – 포슈트슈타디온 | 8월 8일 – 포슈트슈타디온    | 3      |            |            | 8월 13일 – 올림피아슈타디온 | 8월 13일 – 올림피아슈타디온 |          |          |  |  |        |        |
|  | 헝가리                   | 8월 8일 – 포슈트슈타디온 | 8월 8일 – 포슈트슈타디온    | 0      |            |            | 8월 13일 – 올림피아슈타디온 | 8월 13일 – 올림피아슈타디온 |          |          |  |  |        |        |
|  | 헝가리                   | 폴란드                   | 5                           | 0      | 노르웨이   | 3          |                             |                             |          |          |  |  |        |        |
|  | 8월 6일 – 몸젠슈타디온   | 폴란드                   | 5                           |        | 노르웨이   | 3          |                             |                             |          |          |  |  |        |        |
|  |                          | 영국                     | 4                           |        | 폴란드     | 2          |                             |                             |          |          |  |  |        |        |
|  | 영국                     | 영국                     | 4                           | 2      | 폴란드     | 2          |                             |                             |          |          |  |  |        |        |
|  | 영국                     |                          |                             | 2      |            |            |                             |                             |          |          |  |  |        |        |
|  | 중국                     | 0                        |                             |        |            |            |                             |                             |          |          |  |  |        |        |
|  | 중국                     | 0                        |                             |        |            |            |                             |                             |          |          |  |  |        |        |

## 16강전

오스트리아와 페루 간 경기에서 팔을 뻗은 후안 발디비에소 페루 골키퍼.

1934년 월드컵을 우승한 이탈리아 국가대표팀은 10명을 교체하여 선수단을 새로 꾸리고 오스트리아를 결승전에 격파하여 정상에 올랐다. 푸른 군단의 알프레도 포니, 피에트로 라바, 그리고 우고 로카텔리는 계속해서 국가대표팀에서 활약하며 2년 뒤에 파리에서 월드컵 트로피를 들어올렸다. 이탈리아는 이 대회 첫 경기에서 두 번의 일화를 썼다: 첫 번째는 많은 기회를 모은 프로시가 득점을 올린 것이었고, 두 번째는 독일인 바인가트너 주심이 아킬레 피치니가 미국인 2명에 반칙을 범하고도 퇴장시키지 않은 것이었다. 이탈리아인은 판정에 대한 항의의 표시로써 두 팔로 입을 가렸다. 피치니는 이 경기에서 90분을 모두 소화하며 이탈리아의 승리에 일조했다. 스웨덴은 이 대회에서 일본을 베를린에서 상대했다. 45분까지 2-0으로 앞서나갔지만, 2-3으로 역전패를 당했고, 스벤 예링 스웨덴 해설가는 경기가 끝나기 직전 "일본인, 일본인, 일본인, 사방이 일본인입니다"(Japaner, japaner, japaner, överallt japaner)라고 굴욕적인 상황을 해설했다. 이 경기는 월드컵과 하계 올림픽을 통틀어 아시아 국가가 치른 첫 경기로, 아시아 국가의 첫 승리이기도 했다. 같은 아시아 국가인 중국은 이튿날 영국에 0-2로 패했다. 그 외에도 개최국인 독일은 룩셈부르크에 9-0 완승을 거두고, 페루도 승리하여 다음 단계로 올라섰다.

### 경기 결과
| 이탈리아   | 1–0    | 미국 |
| ---------- | ------ | ---- |
| 프로시 58′ | 리포트 |      |

| 노르웨이                                      | 4–0    | 튀르키예 |
| --------------------------------------------- | ------ | -------- |
| 마르틴센 30′, 70′ · 브루스타드 53′ · 밤멘 80′ | 리포트 |          |

| 일본                                   | 3–2    | 스웨덴          |
| -------------------------------------- | ------ | --------------- |
| 가와모토 49′ · 우콘 62′ · 마쓰나가 85′ | 리포트 | 페르손 24′, 37′ |

| 독일                                                                           | 9–0    | 룩셈부르크 |
| ------------------------------------------------------------------------------ | ------ | ---------- |
| 우어반 16′, 54′, 75′ · 지메츠라이터 32′, 48′, 74′ · 가우헬 49′, 89′ · 엘번 76′ | 리포트 |            |

| 폴란드                     | 3–0    | 헝가리 |
| -------------------------- | ------ | ------ |
| 가트 12′, 27′ · 보다시 88′ | 리포트 |        |

| 오스트리아                     | 3–1    | 이집트     |
| ------------------------------ | ------ | ---------- |
| 슈타인메츠 4′, 65′ · 라우돈 7′ | 리포트 | 사크르 85′ |

| 페루                                                     | 7–3    | 핀란드                                            |
| -------------------------------------------------------- | ------ | ------------------------------------------------- |
| 페르난데스 17′, 33′, 47′, 49′, 70′ · 비야누에바 21′, 67′ | 리포트 | 카네르바 42′ (페널티) · 그뢴룬드 75′ · 라르보 80′ |

| 영국                | 2–0    | 중국 |
| ------------------- | ------ | ---- |
| 다즈 55′ · 핀치 65′ | 리포트 |      |

## 8강전

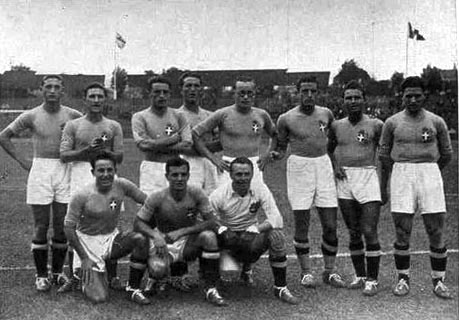
금메달을 획득한 이탈리아 선수단

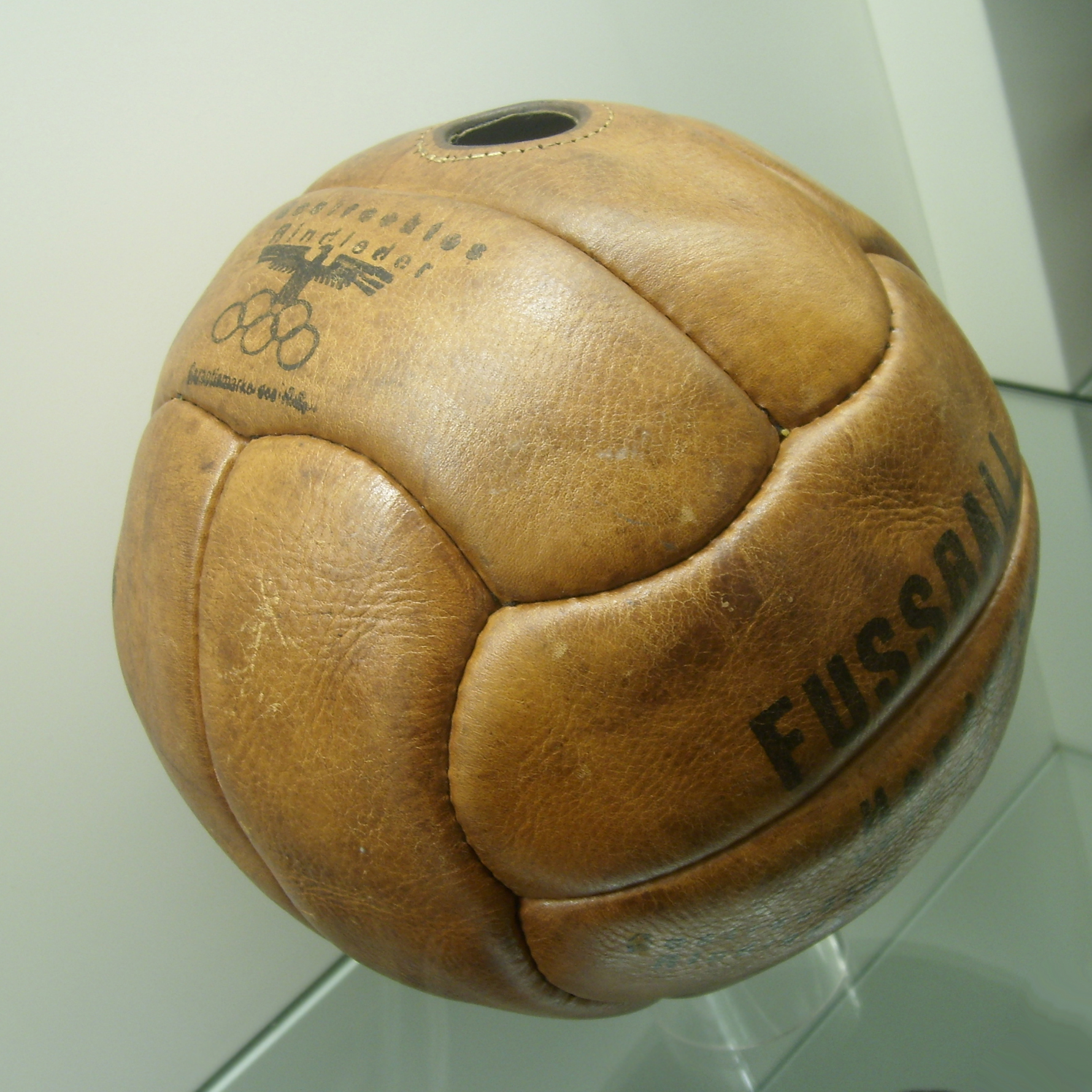
독일 가죽 박물관에 전시된 대회 공인구.

이탈리아는 포초 감독이 비아지를 선발로 출전시켜 일본을 상대로 득점을 기록해 완승에 일조했다. 같은 날, 베를린 포슈트슈타디온에서는 괴벨스, 괴링, 헤스, 그리고 히틀러가 참관한 가운데 개최국 독일이 노르웨이에 0-2로 완패했다. 괴벨스는 이 경기에 "총통 각하는 흥분하셨고, 저도 주체할 수 없습니다. 정말로 짜증나는 일입니다."라고 평했다. 노르웨이는 이후 이탈리아와 1938년 월드컵 첫 경기에서 맞붙게 되었다. 이전까지 축구 경기를 본 적 없는 히틀러는 이 경기에서 독일이 0-2로 패한 이 경기가 아닌 본 계획에 따라 조정 경기를 관전하러 경기가 끝나기 전에 자리를 떴다.
이튿날 게준트브루넨에서 열린 오스트리아와 페루 간 경기가 열렸다. 이 경기는 박진감 넘치게 진행되었는데, 페루는 0-2로 밀린 와중에 내리 연속골을 성공시켜 경기를 연장전으로 끌고갔다. 페루는 연장전에서 5골을 넣었지만, 이 중 3골을 주심이 취소시켰지만 이에도 불구하고 4-2로 이겼다. 오스트리아 선수들은 경기장을 떠나지 않고 페루 지지자들이 경기장에 난입했다는 이유로 재경기를 위해 항의했고, 경기장이 축구를 치르기에 적절하지 않다고 덧붙였다. 오스트리아는 더 나아가 페루 선수들이 오스트리아 선수들을 거칠게 밀쳤고, 한 관중이 권총을 갖고 "경기장을 활보했다"는 증언까지 했다. 페루도 이 상황에 대해 확인했고, 예정된 일정을 따르려 했지만, 독일 내 행진으로 수순이 연기되었다. 결국, 페루의 항소는 기각되었고, 올림픽 위원회와 국제 축구 연맹은 오스트리아 편의 손을 들어주었다. 재경기는 8월 10일에 무관중으로 진행될 예정이었고, 이후 이 경기는 8월 11일로 연기되었다.
이 행위에 대한 항의로 페루는 모욕적이고 자별적이라 판단했고, 페루 올림픽 대변인과 콜롬비아 선수단은 동시에 독일에서 철수했다. 아르헨티나, 칠레, 우루과이, 그리고 멕시코 또한 페루의 행위에 동행하기로 결정했다. 미차엘 다소 페루 올림픽 위원회 대표는 "우리는 유럽 선수들을 믿을 수 없습니다. 우리는 여기 와서 만난 건 약장수밖에 없었습니다."라고 주장했다. 결과는 오스트리아의 부전승으로 처리되었다. 페루 측은 올림픽 위원회의 결정에 오륜기를 찢고 독일 영사관에 돌팔매질을 했고, 독일 배들이 카야오에서 정박하는 것을 막았고, 오스카르 베나비데스 라레아 대통령을 포함해 여럿이 "교묘하게 조작된 베를린 판결"이라고 규탄하는 연설을 들었다. 현재까지, 독일에서 무슨 일이 일어났는지에 자세히 알려지지 않았지만, 아돌프 히틀러와 나치 당국이 이 사태에 어느 정도 연관된 것으로 추정되고 있다.
그리고 폴란드가 참여한 마지막 8강전 경기에서 공격수 후베르트 가트가 9골의 골잔치에서 영국을 격파했다. 한때 폴란드는 이 경기에서 5-1로 앞서나갔다. 캐주얼의 버나드 조이가 2골을 만회하며 맹추격했지만, 시간이 부족했다. 이 경기에 앞서, 다니엘 페티트가 축구 협회로부터 유니폼과 관련된 편지를 받았다. 레이첼 커틀러에게 답변했을 때, 추신으로 다음과 같이 적었다: '베를린에서 대회가 끝나려면 1달이 있으니 운동 좀 해야겠다.' 이후 페티트는 인근 공원을 뛰어다녔다.

### 경기 결과
| 이탈리아                                                      | 8–0    | 일본 |
| ------------------------------------------------------------- | ------ | ---- |
| 프로시 14′, 75′, 80′ · 비아지 32′, 57′, 81′, 82′ · 카펠리 89′ | 리포트 |      |

| 독일 | 0–2    | 노르웨이       |
| ---- | ------ | -------------- |
|      | 리포트 | 이삭센 7′, 83′ |

| 폴란드                                       | 5–4    | 영국                                      |
| -------------------------------------------- | ------ | ----------------------------------------- |
| 가트 33′ · 보다시 43′, 48′, 53′ · 피에츠 56′ | 리포트 | 클레멘스 26′ · 시어러 71′ · 조이 78′, 80′ |

| 페루                                                | 4–2 (연장전) | 오스트리아                    |
| --------------------------------------------------- | ------------ | ----------------------------- |
| 알칼데 75′ · 비야누에바 81′, 117′ · 페르난데스 119′ | 리포트       | 베어긴츠 23′ · 슈타인메츠 37′ |

오스트리아 부전승 처리.

## 준결승전
| 이탈리아                | 2–1 (연장전) | 노르웨이       |
| ----------------------- | ------------ | -------------- |
| 네그로 15′ · 프로시 96′ | 리포트       | 브루스타드 58′ |

| 오스트리아                             | 3–1    | 폴란드   |
| -------------------------------------- | ------ | -------- |
| 카인베어거 14′ · 라우돈 55′ · 만들 88′ | 리포트 | 가트 73′ |

## 동메달 결정전
| 노르웨이                 | 3–2    | 폴란드                            |
| ------------------------ | ------ | --------------------------------- |
| 브루스타드 15′, 21′, 84′ | 리포트 | 보다시 5′ · 페테레크 24′ (페널티) |

## 금메달 결정전
페코 바우벤스 주심이 주관한 결승전에서 이탈리아가 오스트리아를 이겼다. 프로시는 이 경기에서 푸른 군단의 득점을 올렸다. 카인베어거도 오스트리아의 동점골을 뽑았지만, 프로시가 연장전 개시 초반에 결승골을 기록했다.
| 이탈리아        | 2–1 (연장전) | 오스트리아     |
| --------------- | ------------ | -------------- |
| 프로시 70′, 92′ | 리포트       | 카인베어거 79′ |

| 이탈리아 |  | 오스트리아 |

| GK            |  | 브루노 벤투리니       |
| RB            |  | 알프레도 포니         |
| LB            |  | 피에트로 라바         |
| RH            |  | 주세페 발도           |
| CH            |  | 아킬레 피치니         |
| LH            |  | 우고 로카텔리         |
| OR            |  | 안니발레 프로시       |
| IR            |  | 리베로 마르키니       |
| CF            |  | 세르조 베르토니       |
| IL            |  | 카를로 비아지         |
| OL            |  | 프란체스코 가브리오티 |
| 감독:         |  |                       |
| 비토리오 포초 |  |                       |

| GK        |  | 에두아트 카인베어거 |
| RB        |  | 에언스트 퀸츠       |
| LB        |  | 마틴 카글           |
| RH        |  | 안톤 크렌           |
| CH        |  | 칼 발뮐러           |
| LH        |  | 막스 호프마이스터   |
| OR        |  | 발터 베어긴츠       |
| IR        |  | 아돌프 라우돈       |
| CF        |  | 클레멘트 슈타인메츠 |
| IL        |  | 칼 카인베어거       |
| OL        |  | 프란츠 푸흐스베어거 |
| 감독:     |  |                     |
| 지미 호건 |  |                     |

| GK            |  | 브루노 벤투리니       |
| RB            |  | 알프레도 포니         |
| LB            |  | 피에트로 라바         |
| RH            |  | 주세페 발도           |
| CH            |  | 아킬레 피치니         |
| LH            |  | 우고 로카텔리         |
| OR            |  | 안니발레 프로시       |
| IR            |  | 리베로 마르키니       |
| CF            |  | 세르조 베르토니       |
| IL            |  | 카를로 비아지         |
| OL            |  | 프란체스코 가브리오티 |
| 감독:         |  |                       |
| 비토리오 포초 |  |                       |

| GK        |  | 에두아트 카인베어거 |
| RB        |  | 에언스트 퀸츠       |
| LB        |  | 마틴 카글           |
| RH        |  | 안톤 크렌           |
| CH        |  | 칼 발뮐러           |
| LH        |  | 막스 호프마이스터   |
| OR        |  | 발터 베어긴츠       |
| IR        |  | 아돌프 라우돈       |
| CF        |  | 클레멘트 슈타인메츠 |
| IL        |  | 칼 카인베어거       |
| OL        |  | 프란츠 푸흐스베어거 |
| 감독:     |  |                     |
| 지미 호건 |  |                     |

## 득점 집계
7골
- 안니발레 프로시 (이탈리아)

6골
- 테오도로 페르난데스 (페루)

5골
- 아르네 브루스타드 (노르웨이)
- 게라르트 보다시 (폴란드)

4골
- 카를로 비아지 (이탈리아)
- 알레한드로 비야누에바 (페루)
- 후베르트 가트 (폴란드)

3골
- 클레멘트 슈타인메츠 (오스트리아)
- 빌헬름 지메츠라이터 (독일)
- 아돌프 우어반 (독일)

2골
- 칼 카인베어거 (오스트리아)
- 아돌프 라우돈 (오스트리아)
- 요제프 가우헬 (독일)
- 버나드 조이 (영국)
- 마그나르 이삭센 (노르웨이)
- 알프 마르틴센 (노르웨이)
- 에리크 페르손 (스웨덴)

1골
- 프란츠 만들 (오스트리아)
- 발터 베어긴츠 (오스트리아)
- 압델-카림 사크르 (이집트)
- 에른스트 그뢴룬드 (핀란드)
- 빌리암 카네르바 (핀란드)
- 펜티 라르보 (핀란드)
- 프란츠 엘번 (독일)
- 베르트람 클레멘스 (영국)
- 존 다즈 (영국)
- 레스터 핀치 (영국)
- 에드가 시어러 (영국)
- 줄리오 카펠리 (이탈리아)
- 알폰소 네그로 (이탈리아)
- 가와모토 다이조 (일본)
- 마쓰나가 아키라 (일본)
- 우콘 도쿠타로 (일본)
- 레이다르 밤멘 (노르웨이)
- 호르헤 알카이데 (페루)
- 테오도르 페테레크 (폴란드)
- 리샤르드 피에츠 (폴란드)